# Luis Costa Juan
Luis Costa Juan (Alacant, 19 de febrer de 1943) és un exfutbolista i entrenador de futbol valencià.

## Trajectòria futbolística
Després de destacar en equips i tornejos de l'entorn de la ciutat d'Alacant i incorporar-se a les divisions inferiors de l'Hèrcules CF, amb 17 anys és captat pel Reial Madrid. Tot i passar quatre anys de contracte amb el primer equip madridista, no hi va disputar cap partit oficial, tot sent cedit a tres conjunts. La primera cessió va ser a l'Elx CF, que llavors militava a Primera Divisió, igual que el Córdoba CF, on és cedit a la 64/65. La tercera cessió suposaria el seu retorn a l'Hèrcules CF.
El 1966, deixa la disciplina del Reial Madrid i fitxa pel Córdoba CF. Al club andalús gaudeix de minuts durant tres campanyes, que a les postres, finalitza amb el descens dels cordobesos a Segona Divisió el 1969. Costa viurà altres dos descensos consecutius, amb el RCD Mallorca i amb el Reial Saragossa.
Amb l'equip aragonès hi roman a la categoria d'argent, i en només una temporada, recuperen la categoria. Serà l'any més golejador de Costa, amb sis gols. Aguanta una altra campanya a Saragossa, abans de baixar fins a la Tercera Divisió per jugar-hi amb el Girona FC, on es retira el 1976.

### Internacional
Luis Costa va ser internacional espanyol en categories inferiors. En concret, va disputar tres partits amb la sub-18, l'any 1960.

## Trajectòria com a entrenador
L'alacantí destaca per una àmplia trajectòria com a tècnic, que l'ha dut a un bon ventall de banquetes de les diverses categories professionals espanyoles, encara que el seu nom ha estat lligat, especialment, amb el Reial Saragossa, equip al qual ha dirigit en diverses etapes, així com el seu filial, tant com a Deportivo Aragón o com a, posteriorment, Real Zaragoza B.
Tot i això, la seua carrera com a entrenador s'inicia immediatament de penjar les botes, a la temporada 76/77 amb el RCD Mallorca, al qual prossegueixen la SD Huesca i el Deportivo Aragón. La campanya 80/81, mentre dirigeix el filial, és cridat per fer-se càrrec del primer equip de forma interina, entre Manuel José Villanova Rebollar i Leo Beenhakker. El seu debut a Primera Divisió es resol amb un empat a un just davant de l'Hèrcules CF.
L'any següent marxa al Palencia CF, de Segona Divisió, on completa una destacada actuació, que serà seguida per una altra temporada a la categoria d'argent, ara al Reial Oviedo. El 1984 retorna al Deportivo Aragón i la campanya següent, la 85/86, és nomenat entrenador del Reial Saragossa. Eixa temporada es conclou amb el triomf a la Copa del Rei de futbol, davant del FC Barcelona.
Costa hi estarà temporada i mitja més al capdavant dels aragonesos, sent cessat després de dotze jornades de la 87/88. El seu substitut serà, curiosament, en Manuel José Villanova Rebollar. A la 88/89 entrena un altre equip de Primera, el CD Málaga, on també fou substituït a mitja campanya.
Retorna a l'Elx CF a la 89/90, amb els il·licitans a Segona Divisió. Les temporades següents, el d'Alacant pren equips de Segona Divisió B, com el Llevant UE, el Córdoba CF, el Deportivo Alavés i, de nou el filial saragossista. La temporada 96/97, en un any on el Reial Saragossa ja havia conegut tres entrenadors, Costa deixa l'equip B per fer-se càrrec dels de La Romareda. Acaba la temporada i dirigeix també la 97/98.
Sense continuïtat, retorna a la banqueta aragonesa la temporada 00/01. Substitueix a Juan Manuel Lillo a la cinquena jornada. Eixe any guanya la seua segona Copa del Rei de futbol, ara davant el Celta de Vigo. encara que en competició de lliga va salvar la divisió per poc. Finalment, el gener de 2002, dirigirà al Reial Saragossa en substitució de Txetxu Rojo Però, després de dos victòries en deu partits, Costa és destituït. A les postres, els aragonesos baixarien a Segona Divisió.